# Мокская ГЭС
Мо́кская гидроэлектростанция — проектируемый комплекс ГЭС на реке Витим в Бурятии. Головная ГЭС перспективного Витимского каскада ГЭС.

## Общие сведения
Комплекс Мокской ГЭС проектируется состоящим из двух ступеней — собственно Мокской ГЭС и нижерасположенной контррегулирующей Ивановской ГЭС. Строительство ГЭС в по состоянию на сентябрь 2018 не планируется. Существует ряд проектов по её созданию, но до стадии строительства ни один из них не доведён.
Планируемая мощность Мокской ГЭС — 1200 МВт, среднегодовая выработка — 4,68 млрд кВт·ч. В здании ГЭС должны быть установлены 4 радиально-осевых гидроагрегата мощностью по 300 МВт. Планируемая мощность Ивановской ГЭС — 210 МВт, среднегодовая выработка — 1,06 млрд кВт·ч. В здании ГЭС должны быть установлены 3 гидроагрегата мощностью по 70 МВт.

## Экономическое значение
ГЭС рассматривается как источник энергоснабжения предприятий, планирующих разработку ряда перспективных месторождений в Восточной Сибири, в частности, Удоканского месторождения меди, Озерного свинцово-цинкового месторождения, месторождений урана. Также ГЭС рассматривается как основа электрификации БАМа, а также как один из источников покрытия дефицита Бурятской энергосистемы. Также возможен экспорт части вырабатываемой ГЭС электроэнергии в Китай.
Для строительства ГЭС возможно привлечение значительных частных, в том числе и иностранных инвестиций.

## История проекта
Створ ГЭС был разведан в 1930-е годы. Название дано по близлежащему золотому прииску (закрыт в 1966) МОК (Многообещающая коса). Долгое время строительство ГЭС рассматривалось как возможное в дальней перспективе, поскольку потребностей в столь мощном энергоисточнике в этом малообжитом районе не возникало. Проектные работы по ГЭС активизировались в середине 1970-х годов, с началом развертывания крупномасштабных работ по строительству БАМа. В некоторых экономических атласах СССР конца 1970-х — начала 1980-х годов эта ГЭС обозначена как строящаяся. В реальности к сооружению станции так и не приступили, хотя был проведен ряд работ — изучен створ, определена схема станции (рассматривались различные варианты, в частности, с мощностью Мокской ГЭС в 2010 Мвт (6х335 МВт), 1800 МВт (6х300 МВт), 1500 МВт; контррегулятор также рассматривался в различных вариантах, в частности, мощностью в 140 МВт). К концу 1980-х годов был создан проект станции, планировалось начать строительство ГЭС в 1990-х годах.
Экономический спад начала 1990-х, сопровождающийся падением энергопотребления, сделал проект неактуальным. Периодически возникавшие предложения о его реализации, в том числе оформление строительства как инвестиционного проекта Республики Бурятия (в 1997 году было разработано технико-экономическое обоснование ГЭС), не вызвали интереса инвесторов. С начала 2000-х годов начался рост энергопотребления, приведший к середине десятилетия к энергодефициту. Одновременно в ходе реформы РАО «ЕЭС» было создано ОАО «ГидроОГК», включающее в себя большинство российских гидроэлектростанций и ставящее своей целью развитие гидроэнергетики в стране.
В утверждённой Распоряжением Правительства РФ №215-р от 22 февраля 2008 года «Генеральной схеме размещения объектов электроэнергетики до 2020 года» Мокская ГЭС
и её контррегулятор Ивановская ГЭС присутствуют со сроком 2016—2020 гг.

## Хроника
- В начале мая 2007 года была одобрена инвестиционная программа ГидроОГК на период 2007—2009 годов, предусматривающая начало работ по реализации проекта строительства Мокской ГЭС. В частности, на проектно-изыскательские работы в 2007 году должно быть выделено 200 млн руб., а всего до 2009 года — около 1 млрд руб.
- 16 мая 2007 года глава РАО «ЕЭС» А. Б.Чубайс заявил о начале работ по проекту. К началу 2008 года должно быть подготовлено обоснование инвестиций проекта, после чего в 2008 году должно начатся проектирование ГЭС. Начало подготовительных работ непосредственно на площадке станции планируется на 2009 год. Строительство Мокской ГЭС включено в проект программы развития гидроэнергетики России до 2020 г. Сооружение Мокской ГЭС создаст условия для строительства каскада ГЭС на Витиме, состоящего по проекту из 7 станций.
- 20 августа 2007 года было заключено соглашение о создании «Корпорации развития Забайкалья», подразумевающее строительство Мокской ГЭС. По плану работ, в 2008 году будет подготовлено обоснование инвестиций проекта, в 2009 году — проведено рабочее проектирование, в 2010 году начнется строительство с пуском первых гидроагрегатов в 2016-17 годах.
- В мае 2008 ЗАО «Богучанская ГЭС», являющаяся заказчиком ТЭО строительства Мокской ГЭС, приостановило данную инвестиционную программу.
- В начале 2009 года была утверждена инвестиционная программа ОАО «РусГидро» на 2009 год, средств на начало работ по Мокской ГЭС в нём не предусмотрено.
- В сентябре 2024 года энерго-металлургический холдинг «Эн+» и правительство Бурятии подписали соглашение о взаимодействии и сотрудничестве при строительстве Мокского гидроузла на полях Восточного экономического форума, включая подготовку дорожной карты проекта[2].